# Извоареле (Дамбовица)
Извоареле (рум. Izvoarele) насеље је у Румунији у округу Дамбовица. Oпштина се налази на надморској висини од 363 m.

## Становништво
Према подацима из 2002. године у насељу је живело 722 становника, од којих су сви румунске националности.